# Antoine Jaccoud
Antoine Jaccoud (* 1957 in Lausanne) ist ein Schweizer Drehbuchautor, Dramatiker und Dramaturg.

## Biografie

### Ausbildung
Antoine Jaccoud wurde 1957 in Lausanne geboren. Nach seinem Studium in Politikwissenschaft arbeitete er einige Jahre als Journalist für das Westschweizer Magazin L'Hebdo. Anschliessend bildet er sich weiter im Bereich Drehbuchschreiben, unter anderem beim polnischen Filmemacher Krzysztof Kieślowski sowie dem tschechisch-amerikanischen Drehbuchautor Franti Daniel.

### Arbeit als Drehbuchautor
Als Drehbuchautor war er an der Erstellung mehrerer Drehbücher französischsprachiger Schweizer Filme beteiligt, sowohl für Spiel- als auch Dokumentarfilme. 
Er war Co-Autor von Azzuro, bei dem Denis Rabaglia Regie führte; der Film wurde 2000 mit dem Preis für das beste Drehbuch am Festival du Film Francophone de Namur ausgezeichnet, und erhielt 2001 den Schweizer Filmpreis für den besten Spielfilm. Ebenso war er Co-Autor des Dokumentarfilms La Bonne Conduite von Jean-Stéphane Bron, der 1999 veröffentlicht wurde, und Luftbusiness von Dominique de Rivaz, der 2008 am Festival von Locarno uraufgeführt wurde.
Ebenfalls 2008 erscheint Home, der erste lange Spielfilm von Ursula Meier, für den Antoine Jaccoud ebenfalls als Co-Autor tätig war. Der Film feierte seine Premiere im Rahmen der Semaine de la Critique am Filmfestival von Cannes und wurde mit diversen Preisen ausgezeichnet, unter anderem mit dem Schweizer Filmpreis sowohl für den besten Spielfilm als auch für das beste Drehbuch. Er führte die Zusammenarbeit mit Ursula Meier auch für ihren zweiten langen Spielfilm Winterdieb (L'enfant d'en haut) fort, der 2012 an der Berlinale mit dem silbernen Bären ausgezeichnet wurde.
Er ist zudem als Script Consultant tätig: unter anderem für Mein Name ist Bach de Dominique de Rivaz, der 2002 am Filmfestival von Locarno gezeigt und mit dem Schweizer Filmpreis ausgezeichnet wurde, Kein Feuer im Winter (Tout un hiver sans feu) von Greg Zglinski, der 2004 auf dem Filmfestival von Venedig uraufgeführt und mit mehreren Preisen ausgezeichnet wurde, unter anderem dem Preis für den besten ersten langen Spielfilm.
Er hat ebenso mit der französischen Regisseurin Catherine Corsini gearbeitet: für ihren Film Partir (2009) sowie für Trois Mondes (2012), als auch mit der tunesischen Regisseurin Raja Amari für ihren Film Les Secrets.
Antoine Jaccoud ist seit 2006 Mentor des Drehbuchentwicklungsprogramms EKRAN+ an der Wajda Film School in Warschau, gemeinsam mit Filmemacherinnen wie Ildiko Enyedi oder Volker Schlöndorff.

### Arbeit am Theater
1996 bis 2005 war er als Dramaturg der waadtländischen Theatergruppe Théâtre en Flammes tätig. Die Gruppe wurde vom Regisseur Denis Maillefer gegründet, der auch Autor war ihrer wichtigsten Stücke: Je suis le mari de Lolo (2001), ein Monolog aus der Sicht des Wittwers einer verstorbenen Pornodarstellerin; Le Voyage en Suisse (2003), das in einem fahrenden Bus aufgeführt wurde, und On liquide (2004), einer tragischen Farce die dem Verschwinden der Bauern gewidmet ist. Alle Stücke wurden ebenfalls im Ausland aufgeführt. Je suis le mari de Lolo  wird in der deutschen Übersetzung im Herbst 2009 in Köln sowie am Theater Basel aufgeführt.
Gemeinsam mit der Neuenburger Schauspielerin Françoise Boillat organisiert er im Juni 2005 im Theater Saint-Gervais in Genf ein dokumentarisches Theater, das vierzehn Überlebenden des Massakers von Srebrenica eine Stimme verleiht. Er führt seine Arbeit um Themen oder Fragen zur Situation in Bosnien weiter: im November 2005 wird das Stück Les Chiens am Nationaltheater in Tuzla aufgeführt, unter der Regie von Haris Prolic.
Im April 2003 verantwortet er zwei Stücke als Autor: Après, inszeniert von Claude Thébert, und Le Spectacle du Bicentenaire, ein Theaterstück mit filmischen Sequenzen, das in der Kathedrale von Lausanne und der Abtei von Payerne aufgeführt wurde, anlässlich der Feier von 200 Jahren waadtländischer Kultur von Antoine Jaccoud, Denis Maillefer, Grégoire Mayor und Julien Sulser.
Im November 2006 wird En attendant la grippe aviaire am Theater Lausanne uraufgeführt, bei dem Jaccoud neben dem Buch auch für die Regie verantwortlich war. En attendant la grippe aviaire wird 2007, in einem Band zusammen mit früheren Stücken, in der Edition Bernard Campiche veröffentlicht.
2010 kreiert er am Theater Lausanne Obèse, ein weiteres halbdokumentarisches Stück, für das sowohl professionelle Schauspielerinnen und Schauspieler wie auch übergewichtige Laien auf der Bühne stehen.
Antonie Jaccoud ist Mitglied des Kollektivs Bern ist überall, einer Gruppe von Slampoeten und -poetinnen. 

### Preise
Neben Drehbuchpreisen wurden Antoine Jaccoud mehrere Auszeichnungen für seine Arbeit als Autor für Theater und Film zuteil. 2011 wurde er mit dem Literaturpreis der Stadt Bern ausgezeichnet, sowie 2013 mit dem Kulturpreis für Literatur des Kantons Waadt. Als erster Drehbuchautor wird er 2016 mit dem Prix d'Honneur der Solothurner Filmtage ausgezeichnet.

## Filmografie (Auswahl)
(Quelle: Swiss Films)
- 1993: A l'ouest du Pecos
- 1994: Cap Vert
- 1997: Connu de nos services
- 1997: Fritz et Franz
- 1999: La bonne conduite
- 2000: Azzurro
- 2008: Home
- 2008: Un petit coin de paradis
- 2008: Luftbusiness
- 2012: Winterdieb (L'Enfant d'en haut)
- 2012: Happy Ends
- 2012: Déposer les enfants
- 2014: Tišina Mujo (Kurzfilm)
- 2014: Bouboule
- 2015: Kacey Mottet Klein, naissance d'un acteur (Kurzfilm)
- 2016: Miséricorde
- 2018: Le vent tourne
- 2018: Schockwellen: Tagebuch des Todes (Ondes de choc: Journal de ma tête) (TV-Film)
- 2018: Les Insulaires
- 2019: Kosovo is Everywhere
- 2020: Retour à Visegrad
- 2021: Le sexe c'est dégoûtant
- 2022: Die Linie (La Ligne)

## Publikationen
- Country, Éditions d'autre part, 2016[20]
- Adieux aux bêtes, Éditions d'autre part, 2017[20]
- Désalpe, Éditions d'autre part, 2019[21]